# Frente Nacional para la Liberación del Chad

El Frente Nacional para la Liberación del Chad  (FROLINAT) era una organización político-militar de aquel país africano.

## Fundación
El FROLINAT fue fundado el 22 de junio de 1966 en Nyala (Sudán) por grupos de exiliados chadianos que habían huido del régimen de Tombalbaye.
Su primer secretario general fue Ibrahim Abatcha, quien murió en 1968 en un enfrentamiento con fuerzas del gobierno del Chad. Le sucedió un triunvirato formado por Abubakar Djalabo Othman, Mohammed El Baghlani y Adda Siddick. Othman representaba a la delegación exterior y desapareció durante una visita a las guerrillas.
El Baghlani fue excluido también del poder, pasando a formar en 1970 una escisión del movimiento, el FROLINAT-Volcán, que dirigió hasta su muerte en un accidente de automóvil en Libia en marzo de 1977. Sólo quedó en el poder Siddick, antiguo ministro de educación (1957-59), cuya facción adoptó el nombre de FROLINAT-FPL (Fuerzas Populares de Liberación).